# Twan van den Brand
Twan van den Brand, né le 22 janvier 1989 à Volkel, est un coureur cycliste néerlandais, évoluant sur route ainsi qu'en cyclo-cross.

## Palmarès sur route
- 2016
  - 2e du Slag om Norg

## Classements mondiaux
| Année                                 | 2016 | 2017  |
| ------------------------------------- | ---- | ----- |
| Classement mondial                    | 997e | 2461e |
| UCI Europe Tour                       | 669e | 1613e |
|                                       |      |       |
| Légende : nc = non classéSource : UCI |      |       |

## Palmarès en cyclo-cross
- 2006-2007
  - 3e du championnat des Pays-Bas de cyclo-cross juniors
- 2017-2018
  - Cyclo Cross Huijbergen, Huijbergen